# Chiesa di San Giovanni Battista (Pereto)
La chiesa di San Giovanni Battista è un edificio religioso che si trova a Pereto (AQ)
in Abruzzo.

## Storia

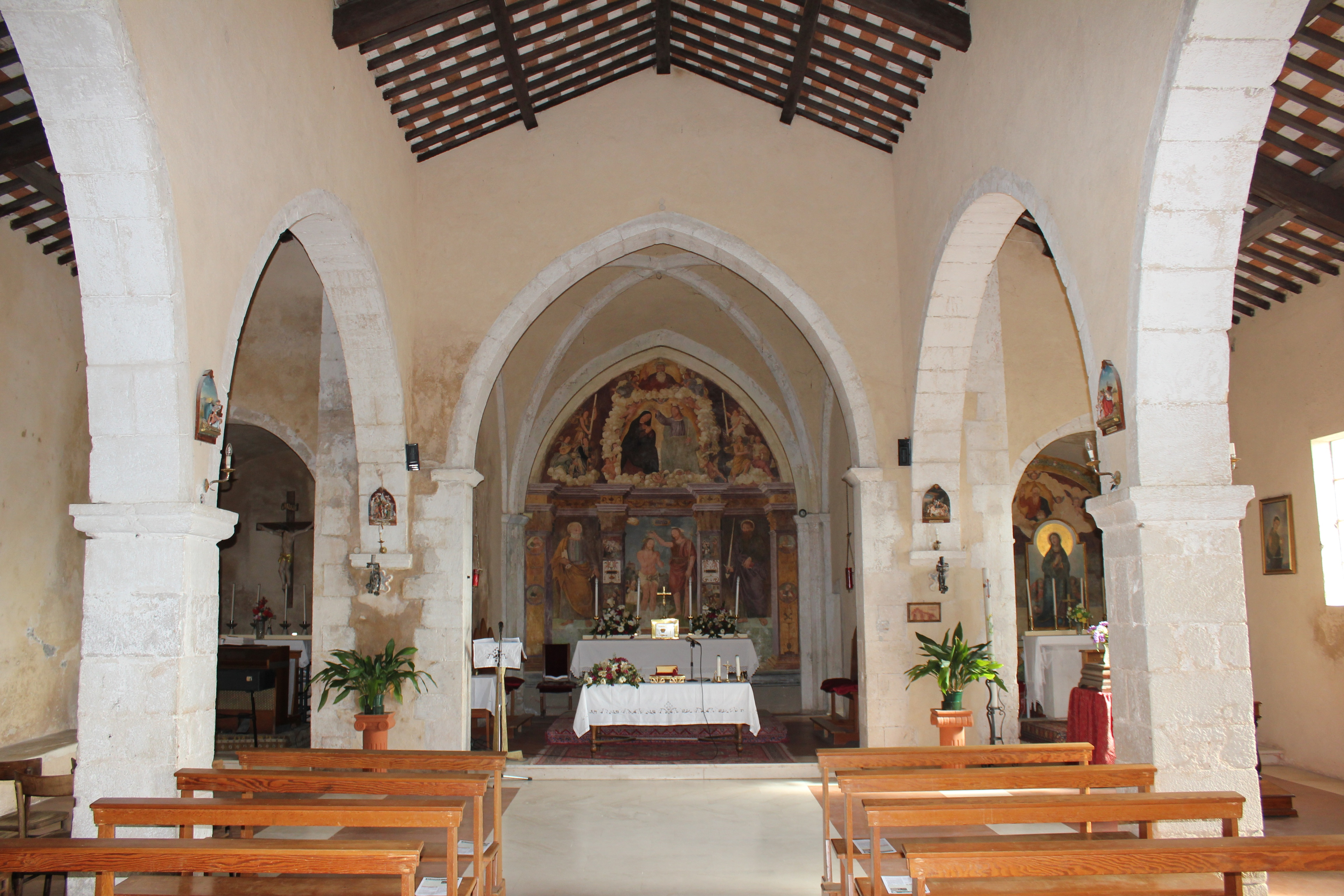
Interno della chiesa

L'edificazione della chiesa di San Giovanni Battista, in stile gotico con riferimenti all'arte romanica, ebbe inizio presumibilmente nei primi anni del 1500 e fu completata il 1524. Nel 1592 venne completata la costruzione della campana.
Per un lungo periodo ha rappresentato per la diocesi dei Marsi un punto di riferimento. Dal territorio di Pereto, infatti, provenivano i vescovi Maccafani che hanno guidato per un ampio arco di tempo la chiesa marsicana.
All'inizio del XVII secolo Gabriello Maccafani fece realizzare internamente la cappella intitolata a Santa Maria Assunta.
La peste del 1656 che devastò il Regno di Napoli non causò a Pereto un alto numero di morti come avvenne invece in altre località della piana del Cavaliere tanto che la chiesa continuò a svolgere una funzione sepolcrale come riportò in alcuni manoscritti settecenteschi lo scrittore Gian Gabriello Maccafani.
In un documento ecclesiastico del 1763 sono descritti ben quattro altari, tre laterali e quello maggiore, dedicati a Santa Maria Assunta, San Giovanni Battista, il Santissimo Crocifisso e San Giacomo.
Tra il XIX e il XX secolo l'edificio religioso è stato oggetto di diversi lavori di restauro e consolidamento statico ed architettonico.
Danneggiato dal terremoto di Avezzano del 1915 fu nuovamente restaurato nel 1923.
Durante la seconda guerra mondiale i tedeschi delle SS requisirono la chiesa per motivi logistici.
Dopo un periodo di noncuranza la chiesa venne riportata all'antico splendore attraverso opere di restauro effettuate tra il 1963 e il 1985.
La chiesa fu diretta inizialmente dalla Confraternita del Santissimo Crocifisso a cui seguì, a cominciare dal XVIII secolo, quella di San Giovanni Battista. Nel 1909 la chiesa fu sotto la cura della Pia Congregazione della Carità Laicale fino al 1937 quando a gestirla tornò la Confraternita di San Giovanni Battista.

## Descrizione
L'edificio religioso, a pianta rettangolare, presenta tre navate separate da pilastri su cui poggiano archi a tutto sesto. Il presbiterio è diviso in tre porzioni, quelle laterali sono caratterizzate da piccole cappelle. 
Affreschi e altre opere, databili tra il XVI e il XVII secolo, impreziosiscono gli ambienti interni. La facciata presenta un portale in pietra in cui è riportata la data del completamento della chiesa. Nel riquadro posto superiormente è raffigurato San Giovanni Battista. Il campanile quadrato si erge lateralmente.